# Islande aux Jeux paralympiques
L’Islande participe aux Jeux paralympiques depuis les Jeux d'été de 1980 à Arnhem, aux Pays-Bas. Le pays a participé à tous les Jeux d'été depuis cette date. Pour autant, et malgré une participation assidue aux Jeux olympiques d'hiver, l'Islande n'a pris part que de manière très sporadique aux Jeux paralympiques d'hiver : représentée par une seule concurrente en course sur luge aux Jeux de 1994 à Lillehammer, elle s'absente seize ans avant d'envoyer une seule représentante en ski alpin en 2010, puis deux en 2014.
Les Islandais ont remporté à ce jour soixante-trois médailles dont quinze en or, intégralement aux Jeux d'été. À l'exception de la victoire de Haukur Gunnarsson au 100 mètres hommes catégorie C7 en athlétisme en 1988, toutes ces médailles d'or ont été obtenues aux épreuves de natation. Kristin Hakonardottir, la plus grande championne paralympique islandaise, a notamment remporté six titres paralympiques en natation (catégorie 7) entre 1996 et 2004.

## Médailles par année
| Année                               | Médaille d'or, Jeux paralympiques | Médaille d'argent, Jeux paralympiques | Médaille de bronze, Jeux paralympiques | Total | Rang |
| 1980 Arnhem                         | 1                                 | 0                                     | 1                                      | 2     | 31e  |
| 1984 Stoke Mandeville 1984 New York | 0                                 | 2                                     | 8                                      | 10    | 36e  |
| 1988 Séoul                          | 2                                 | 2                                     | 7                                      | 11    | 31e  |
| 1992 Barcelone                      | 3                                 | 2                                     | 12                                     | 17    | 31e  |
| 1996 Atlanta                        | 5                                 | 4                                     | 5                                      | 14    | 28e  |
| 2000 Sydney                         | 2                                 | 0                                     | 2                                      | 4     | 41e  |
| 2004 Athènes                        | 1                                 | 3                                     | 0                                      | 4     | 47e  |
| 2008 Pékin                          | 0                                 | 0                                     | 0                                      | 0     | -    |
| 2012 Londres                        | 1                                 | 0                                     | 0                                      | 1     | 52e  |
| Total                               | 15                                | 13                                    | 35                                     | 63    |      |

| Année               | Médaille d'or, Jeux paralympiques | Médaille d'argent, Jeux paralympiques | Médaille de bronze, Jeux paralympiques | Total             | Rang              |
| 1994 Lillehammer    | 0                                 | 0                                     | 0                                      | 0                 | -                 |
| 1998 Nagano         | N'a pas participé                 | N'a pas participé                     | N'a pas participé                      | N'a pas participé | N'a pas participé |
| 2002 Salt Lake City | N'a pas participé                 | N'a pas participé                     | N'a pas participé                      | N'a pas participé | N'a pas participé |
| 2006 Turin          | N'a pas participé                 | N'a pas participé                     | N'a pas participé                      | N'a pas participé | N'a pas participé |
| 2010 Vancouver      | 0                                 | 0                                     | 0                                      | 0                 | -                 |
| 2014 Sotchi         | 0                                 | 0                                     | 0                                      | 0                 | -                 |
| 2018 Pyeongchang    | 0                                 | 0                                     | 0                                      | 0                 | -                 |
| Total               | 0                                 | 0                                     | 0                                      | 0                 |                   |